# 컴백 트레일
《컴백 트레일》(영어: The Comeback Trail)은 미국에서 제작된 조지 갤로 감독의 2020년 범죄 코미디 영화이다. 로버트 드니로 등이 출연하였다.
이 영화는 2020년 몬테카를로 코미디 영화제에서 전 세계 최초로 상영되었다.

## 출연진
- 로버트 드니로
- 토미 리 존스
- 모건 프리먼
- 잭 브래프
- 에디 그리핀
- 에밀 허시
- 셰릴 리 랠프
- 패트릭 멀둔